# Schenkenberg (Groß Kreutz (Havel))

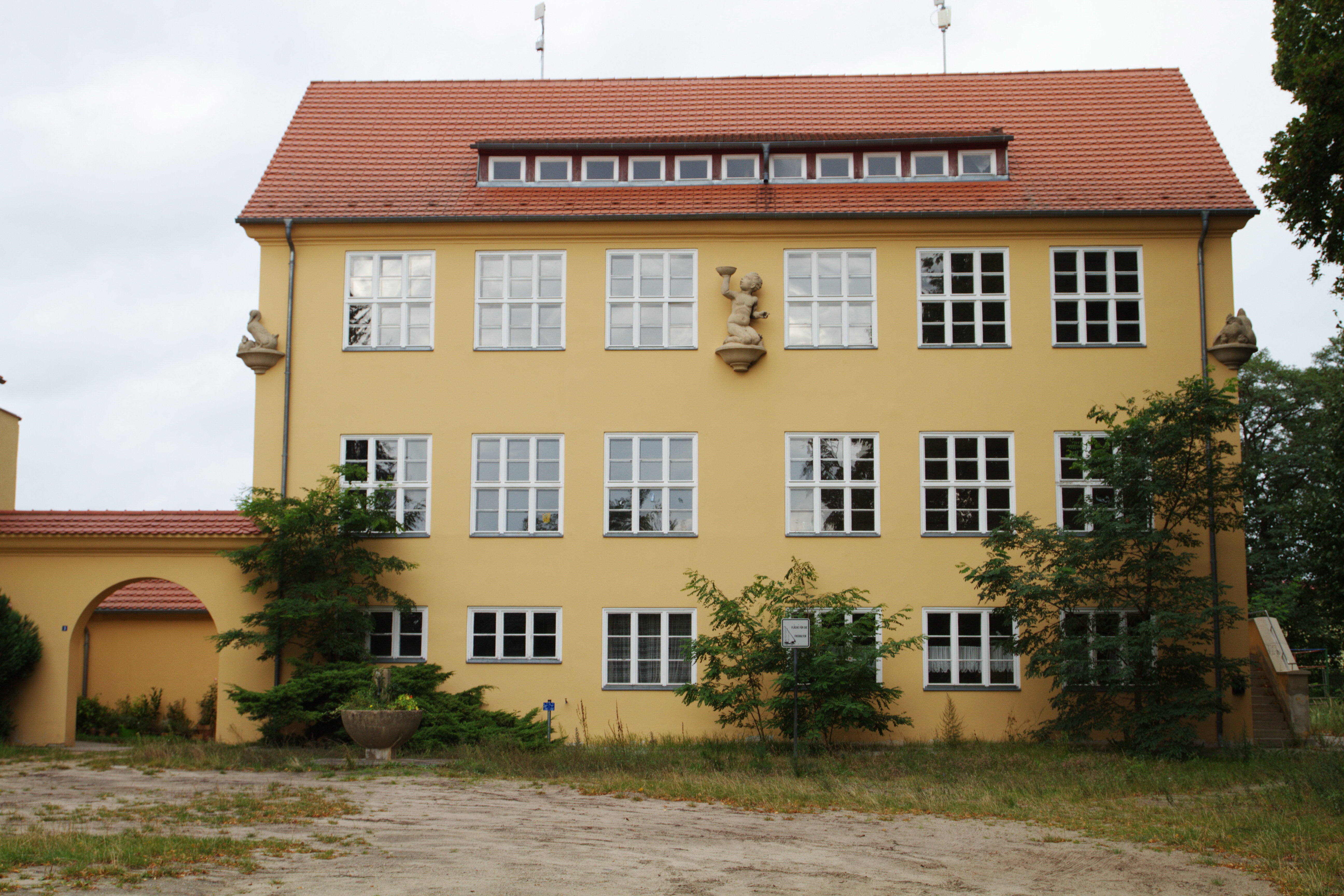
Denkmalgeschützte Schule in Schenkenberg

Schenkenberg ist seit dem 26. Oktober 2003 ein Ortsteil der Gemeinde Groß Kreutz (Havel) in Brandenburg.

## Geschichte
Schenkenberg ist eine sehr junge Siedlung und bestand nur 75 Jahre lang als eigenständige Gemeinde. Die erste urkundliche Erwähnung stammte aus dem Jahr 1827 für das Vorwerk Schenkenberg (Lage) zwischen Jeserig und Trechwitz. Das Vorwerk gehörte zum Gut Jeserig und trug seinen Namen wohl vom Adelsgeschlecht der Herren von Hacke auf Groß Kreutz, die Erbschenken der Kurmark waren.
Die Gemeinde wurde am Reißbrett entworfen. Der Aufbau der Siedlung begann 1925 und bereits ein Jahr später wurden die ersten Häuser bezogen. 1928 wurde die Landgemeinde Schenkenberg im Landkreis Zauch-Belzig aus Teilen der Gemarkungen von Jeserig und Trechwitz offiziell neu gebildet. Gleichzeitig entstanden die Freiwillige Feuerwehr, ein Sportverein und die Kirchengemeinde.
Nach dem Zweiten Weltkrieg lag Schenkenberg in der Sowjetischen Besatzungszone und später der DDR. Ab 1952 gehörte die Gemeinde zum Kreis Brandenburg-Land und kam 1993, zum Amt Emster-Havel gehörig, zum Landkreis Potsdam-Mittelmark. Am 26. Oktober 2003 wurde per Gesetz die Gemeinde Groß Kreutz/Emster gebildet, in die auch Schenkenberg eingegliedert wurde.
Schenkenberg, das lange Zeit 600–700 Einwohner hatte, erfuhr seit den 1990er Jahren die stärkste Erweiterung, den Bau der Kirschbergsiedlung. Die Einwohnerzahl verdreifachte sich fast innerhalb weniger Jahre, 2017 leben in Schenkenberg etwa 1500 Menschen.

## Optischer Telegraf
1832 wurde auf dem höchsten Punkt der Grundmoränenlandschaft (Lage), später Telegraphen-Berg genannt, auf 56 Meter ü. NN eine optische Telegrafenstation der Linie Berlin – Koblenz, errichtet. Das stellte damals Hochtechnologie der Fernmeldekommunikation dar. Nur 17 Jahre war dieser optische Telegraf in Betrieb und wurde dann vom Fortschritt der Drahttelegrafie, dem Morse-Telegraf verdrängt.

## Siedler
Am Ende des Ersten Weltkrieges kamen Deutschstämmige, die aus ihrer östlichen Heimat Polen und der Sowjetunion vertrieben wurden, nach Deutschland. Um einen Teil dieser Menschen zu versorgen, wurden Aufsiedlungen geplant. Siedlungsgesellschaften sollten den Neusiedlern günstig Land und Kredite zur Verfügung stellen, mit deren Hilfe sie sich selbst ernähren konnten. So auch auf dem Gebiet des heutigen Schenkenberg. Der Verkauf lief schleppend und die Besitzer wechselten häufig, da die Neusiedler nicht alle mit Gartenbau und Kleintierzucht vertraut waren. Mit dem Aufbau der Siedlung wurde gleichzeitig eine Verkaufsorganisation für den Absatz der gärtnerischen Produkte geschaffen. Jeder Siedler verpflichtete sich mit dem Rentengutsvertrag (Grundstückskaufvertrag) zum Eintritt in die Absatzgenossenschaft.

## Baudenkmal
Für Schenkenberg ist ein Baudenkmal ausgewiesen.
- ehemalige Grundschule (⊙), von 1930 bis 2005 genutzt. Nach 10 Jahren Leerstand 2015 zu Wohnzwecken an Privat verkauft.

## Landwirtschaftliche Produktionsgenossenschaft
Ende der 50er Jahre wurde Druck auf die Einzelbauern ausgeübt, in die Landwirtschaftliche Produktionsgenossenschaft (LPG) einzutreten, um die „sozialistische Entwicklung“ voranzutreiben. In den 1970er Jahren wurden die Strukturen der landwirtschaftlichen Betriebe ständig „vervollkommnet“. Später gab es neben dem genossenschaftlichen Garten- und Obstbau viele private Initiativen zur Erzeugung von Lebensmitteln.

## Kirschbergsiedlung
Nach der politischen Wende 1989/90 wurden die großen Obstanbauflächen mit Stilllegungsprämien gerodet. Es setzte eine rege Bautätigkeit von Einfamilienhäusern ein. Neben der Kirschbergsiedlung entstanden eine große Zahl von Einfamilienhäusern zwischen den Neusiedlerhäusern. Die Einwohnerzahl stieg von 600 seit den 1930er Jahren auf etwa 1.500.

## Sport
Der 1928 gegründete Sportverein Empor Schenkenberg ist der einzige Sportverein des Dorfes. Empor Schenkenberg wurde 1968/69 Fußball-Kreismeister.